# Topper Headon
Nicholas Bowen "Topper" Headon (* 30. května 1955, Bromley, Kent, Anglie) je britský bubeník, který se nejvíce proslavil působením v punkové skupině The Clash.
Je považován z jednoho z nejlepších punkových bubeníků z přelomu 70. a 80. let.
Ke Clash se zpočátku připojil jen dočasně, ale nakonec hrál na mnoha albech jako Give 'Em Enough Rope (1978), nahrál některé nové skladby pro americkou verzi prvního alba Clash (1979), dále na albech London Calling (1979), Sandinista! (1980) a Combat Rock (1982), a také na několika zásadních singlech. Zpíval hlavní vokály ve skladbě "Ivan Meets G.I. Joe" (album Sandinista!) a velkou měrou se podílel na skladbě "Rock the Casbah" z alba Combat Rock, ke které složil většinu hudby a kromě bicích v ní hrál i na piano a baskytaru.
Z Clash byl roku 1982, kvůli rostoucí závislosti na heroinu, vyhozen.